# Brasseuse
Brasseuse é uma comuna francesa na região administrativa de Altos da França, no departamento de Oise. Estende-se por uma área de 8,3 km². Em 2010 a comuna tinha 108 habitantes (densidade: 13 hab./km²).